# Szczytno
Szczytno (tyska:Ortelsburg) är en stad i Ermland-Masuriens vojvodskap nordöstra Polen.

## Historia
Ortelsburg var tidigare en kretsstad i regeringsområdet Allenstein i Ostpreussen.
Ortelsburg blev känt för strider under första världskriget - den besattes tillfälligt av ryssarna 25 augusti 1914 och blev en av brännpunkterna i slaget vid Tannenberg. 27 augusti återtogs staden av tyskarna.
Efter andra världskriget tillföll staden Polen och den tyska befolkningen fördrevs.